# Haarfuß-Gleithörnchen
Das Haarfuß-Gleithörnchen (Belomys pearsonii) ist eine asiatische Art der Gleithörnchen. Es ist vom östlichen Himalaya über die Bergländer Südostasiens und Südchinas bis nach Taiwan verbreitet. Trotz des großen Verbreitungsgebiets ist es nirgendwo häufig und eher inselartig in verstreuten Regionen beheimatet. Es lebt in Höhen zwischen 1500 und 2400 m.

## Merkmale
Die Farbe des Fells ist oberseits rötlichbraun und unterseits weißlich. Namengebend sind die langen Haare an den Füßen, die selbst die Krallen bedecken und vor der Kälte in großen Höhen schützen. Die Kopfrumpflänge beträgt etwa 22 cm, hinzu kommen 13 cm Schwanz.

## Verbreitung

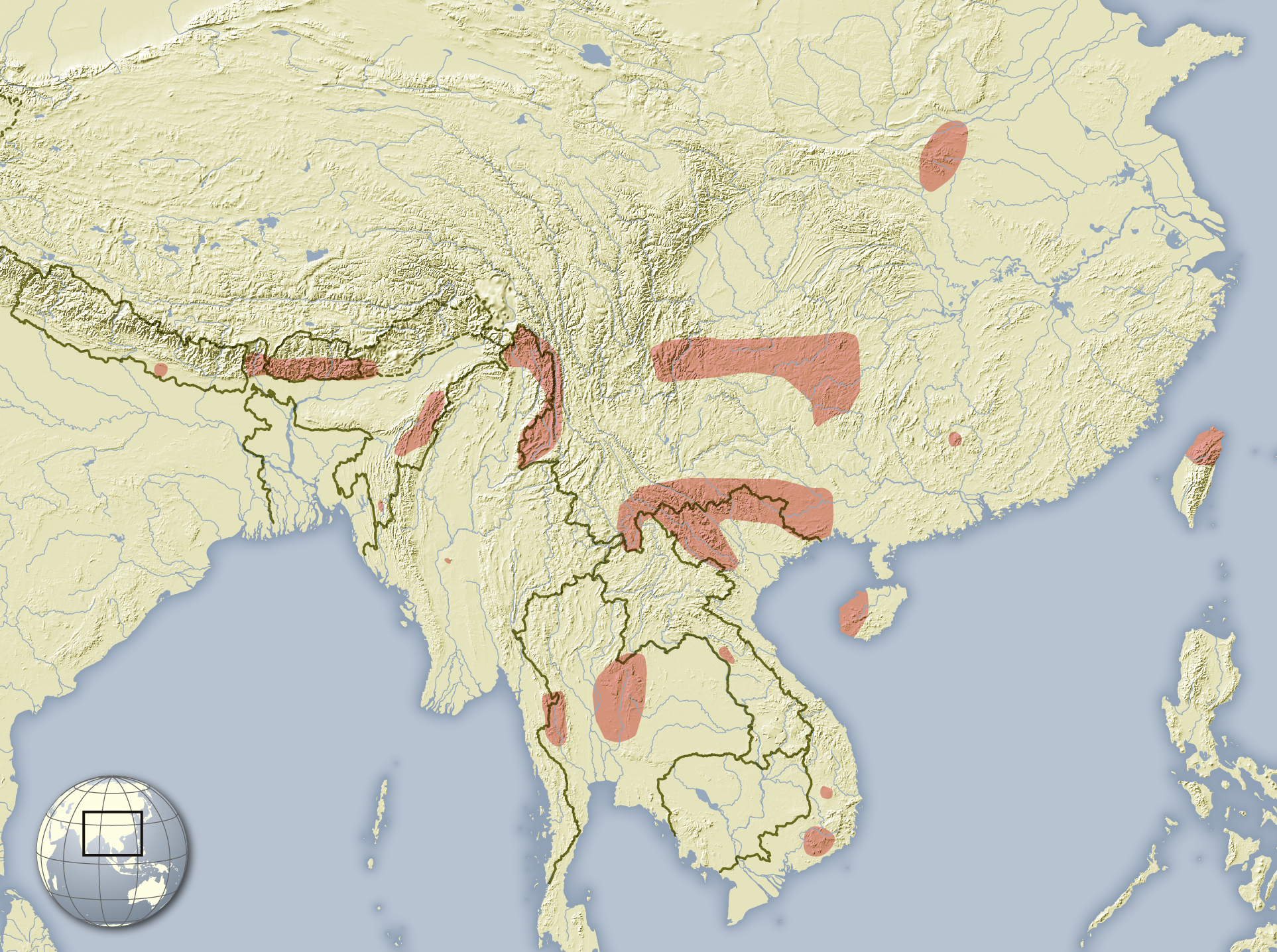
Verbreitungsgebiete des Haarfuß-Gleithörnchens

Es ist vom östlichen Himalaya über die Bergländer Südostasiens und Südchinas bis nach Taiwan verbreitet.

## Systematik
Das Haarfuß-Gleithörnchen wird als eigenständige Art und als monotypische Gattung Belomys eingeordnet. Die wissenschaftliche Erstbeschreibung stammt von John Edward Gray aus dem Jahr 1842, der ein Individuum aus der Region Darjeeling in Westbengalen, Indien, als Sciuropterus pearsonii beschrieb. Die Gattung Belomys wurde 1908 durch den britischen Zoologen Oldfield Thomas erstmals beschrieben und etabliert. Sie entstand bei einer Aufteilung der Gattung Sciuropterus, die später mit Pteromys synonymisiert wurde, in mehrere neue Gattungen. Als nomenklatorischer Typus diente Belomys pearsonii und als weitere Arten der Gattung führte er das heute nicht mehr anerkannte B. villosus und das heute als Unterart des Haarfuß-Gleithörnchens geführte B. kaleensis an. Zugleich beschrieb er Belomys trichotis als neue Art, das heute ebenfalls als Unterart betrachtet wird. Der Artzusatz im wissenschaftlichen Namen ehrt John Thomas Pearson, ein Studienfreund von John Edward Gray.
Manche Zoologen ordnen dieses Hörnchen zusammen mit dem Komplexzahn-Gleithörnchen in die Gattung Trogopterus ein. Ziemlich gesichert ist, dass beide Arten eng miteinander verwandt sind.
Gemeinsam mit der Nominatform werden aktuell vier Unterarten unterschieden:
- Belomys pearsonii pearsonii
- Belomys pearsonii blandus
- Belomys pearsonii kaleensis
- Belomys pearsonii trichotis

Wilson & Reeder 2005 unterscheidet dagegen nur zwei Unterarten, die Nominatform Belomys pearsonii pearsonii und Belomys pearsonii blandus.

## Status, Bedrohung und Schutz
Das Haarfuß-Gleithörnchen wird von der International Union for Conservation of Nature and Natural Resources (IUCN) aufgrund der fehlenden Daten zum Bestand, der Lebensweise und zur Gefährdung nicht in eine Gefährdungskategorie eingestuft und als „data deficient“ geführt. Potenzielle und reale Gefährdungsursachen sind vor allem der Verlust von Lebensräumen durch Holzeinschlag und die Umwandlung von Waldflächen zu landwirtschaftlichen Flächen sowie die Bejagung der Tiere. In Südasien kommen vor allem die Nutzung der Brandrodung für die landwirtschaftliche Nutzung (Jhum) sowie die Anpflanzung von Monokulturen und Plantagen als Gefährdungsursachen hinzu.
Die Art wurde in den Anhang II des Indian Wildlife (Protection) Act von 1972 aufgenommen. Sie kommt in mehreren Naturschutzgebieten vor, darunter in Indien im Pakhui Wildlife Sanctuary, dem Arunachal Pradesh und dem Nengpui Wildlife Sanctuary in Mizoram in Indien sowie dem Royal Chitwan National Park in Nepal.

## Belege
1. 1 2 3  Belomys pearsonii. In: Don E. Wilson, DeeAnn M. Reeder (Hrsg.): Mammal Species of the World. A taxonomic and geographic Reference. 2 Bände. 3. Auflage. Johns Hopkins University Press, Baltimore MD 2005, ISBN 0-8018-8221-4.
2. 1 2  J.L. Koprowski, E.A. Goldstein, K.R. Bennett, C. Pereira Mendes: Genus Belomys. In: Don E. Wilson, T.E. Lacher, Jr., Russell A. Mittermeier (Hrsg.): Handbook of the Mammals of the World: Lagomorphs and Rodents 1. (HMW, Band 6) Lynx Edicions, Barcelona 2016, ISBN 978-84-941892-3-4, S. 778.
3. ↑  Oldfield Thomas: The genera and subgenera of the Sciuropterus Group, with descriptions of three new species. Annals and Magazine of Natural History 1, 1908, S. 1–8 (Digitalisat).
4. ↑  Beolens, Watkins & Grayson: The Eponym Dictionary of Mammals. JHU Press, 2009, S. 312 (Pearson, J. T.).
5. ↑  Ronald M. Nowak: Walker's Mammals of the World. 2 Bände. 6. Auflage. Johns Hopkins University Press, Baltimore MD u. a. 1999, ISBN 0-8018-5789-9.
6. ↑  Richard W. Thorington Jr., John L. Koprowski, Michael A. Steele: Squirrels of the World. Johns Hopkins University Press, Baltimore MD 2012, ISBN 978-1-4214-0469-1, S. 88.
7. 1 2 3  Belomys pearsonii in der Roten Liste gefährdeter Arten der IUCN 2013.2. Eingestellt von: J.W. Duckworth, S. Molur, 2008. Abgerufen am 24. April 2014.